# Sistema de comunicación de emergencia

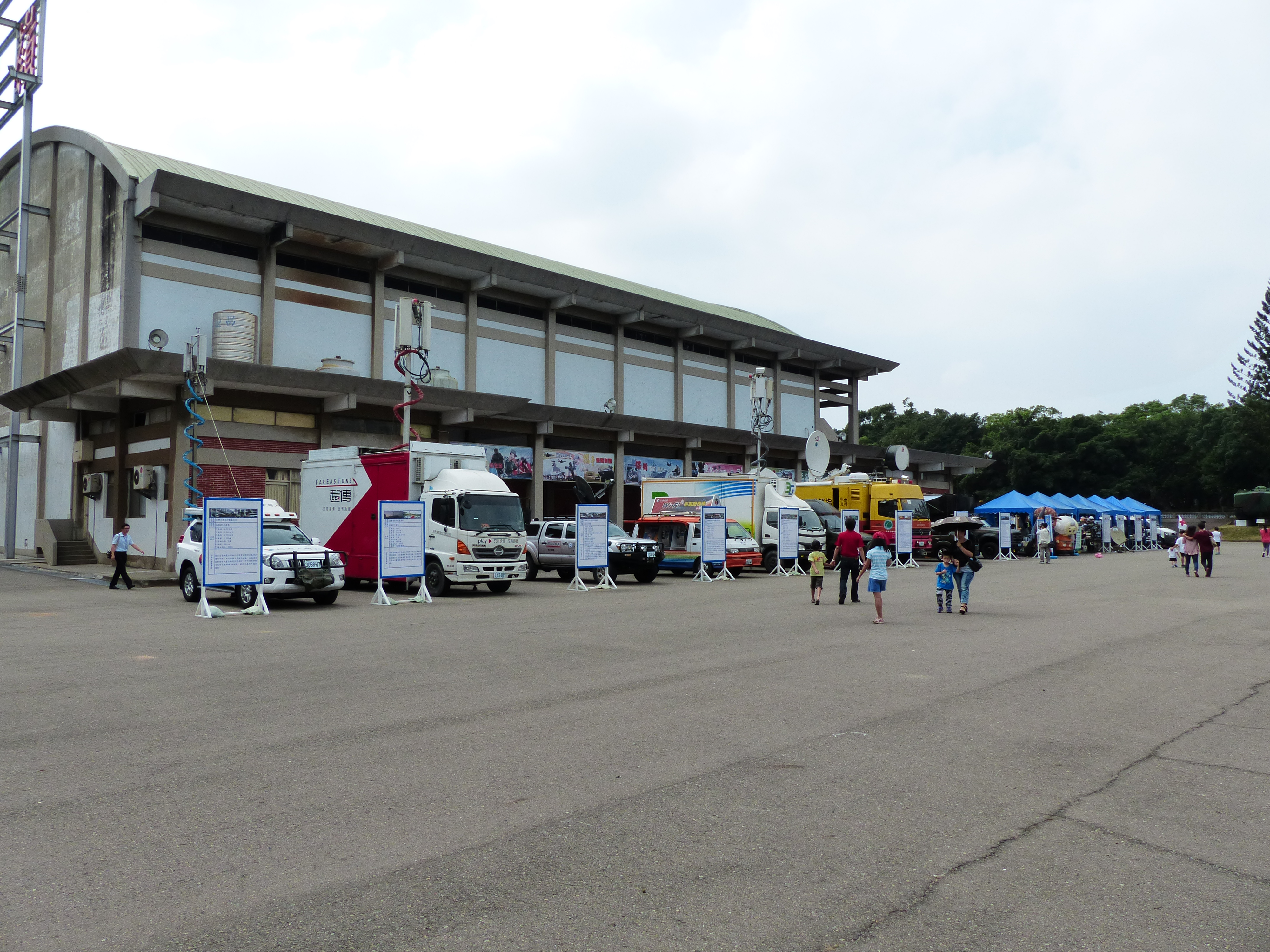
La imagen muestra operadores del Sistema de Comunicación de Emergencia en acción, coordinando una respuesta efectiva. Las pantallas y antenas evidencian su eficacia en la gestión de situaciones críticas.

Un sistema de comunicación de emergencia es cualquier sistema que se organiza para el propósito principal de apoyar la comunicación bidireccional entre individuos y/o grupos de persona. Estos sistemas están normalmente diseñados para integrar comunicación de mensajes entre una gran variedad de tecnologías de la comunicación y para la formación de un sistema de comunicaciones unificadas que pueden ser utilizados más eficazmente en caso de emergencia. 

## Comunicación de emergencia contra de notificación de emergencia
Un sistema de notificación de emergencia se refiere a una colección de métodos que faciliten la difusión unidireccional de mensajes a uno o muchos grupos de personas con los detalles de una situación de emergencia. Los servicios de mensajería de texto, como Twitter, los servicios de comunicación automatizados, como Reverse 911, y los sistemas de sirenas que se utilizan para alertar a la gente para los tornados, tsunamis, antiaéreo, etc., son ejemplos de sistemas de notificación de emergencia. Sistemas de comunicación de emergencia proporcionan o se integran a los mismos servicios, pero también incluirá comunicaciones bidireccionales para facilitar las comunicaciones entre el personal de comunicaciones de emergencia y los primeros respondedores en el campo. Otro atributo que distingue a los sistemas de comunicación de emergencia puede ser que se puede connotar la capacidad de proporcionar información detallada y significativa sobre la situación de emergencia y las acciones que podrían adoptarse, mientras que la notificación es una forma más simplista para comunicarse la existencia y carácter general de una emergencia.

### Otros términos similares
Hay muchas palabras, términos, frases, y jergas que se usan de manera intercambiable entre las entidades que utilizan o necesitan los sistemas de comunicación de emergencia. Muchas veces, estos son usados para referirse al mismo concepto o a los conceptos similares. Por ejemplo, comunicaciones de emergencia y telecomunicaciones de emergencia puede referirse al mismo concepto.
| - Notificación de emergencia - Sistema de notificación de emergencia - Servicio de notificación de emergencia |  | - Comunicaciones de emergencia - Sistema de comunicaciones de emergencia - Servicio de comunicaciones de emergencia |  | - Comunicaciones de emergencia unificados - Sistema de alerta - Sistema de notificación pública |

## La necesidad de sistemas de comunicación de emergencia
Emergencias hacen demandas a los procesos de comunicación que a menudo son muy diferentes a las demandas de las circunstancias normales. Las emergencias pueden cambiar rápidamente y exigen flexibilidad y rendimiento excelente de los sistemas que ofrezcan servicios de comunicación de emergencia. La priorización de mensajes, la automatización de la comunicación, la entrega rápida de mensajes, pistos de auditoría de comunicación, y otras capacidades a menudo se requieren por cada situación de emergencia único. La insuficiencia de las capacidades de comunicaciones de emergencia puede tener consecuencias que son inconvenientes en el mejor y que son desastrosas en el peor de los casos.
Central de comunicaciones de Bomberos': Es el Medio de comunicación que tienen los Bomberos para organizar la atención de incidentes y/o emergencias independientes de los Call Center o centros de recepción de llamadas los cuales solo reciben y direccionan la llamada de emergencia de la comunidad a la entidad encargada de la atención. En las centrales de Comunicación de Bomberos se atiende el llamado de la comunidad, se atiende el servicio direccionado por los call center, se remite a la estación más cercana del incidente, se confirman los servicios y se lleva el récord de tiempo de respuesta y la estadística diaria de servicios, de ser necesario los bomberos de la central de comunicaciones se desplazan al sitio del incidente para realizar el apoyo directo en el área donde está la emergencia desplazando los vehículos de comunicaciones en emergencia a todas partes de la ciudad donde sea necesario.Por ello es necesario que el personal que se encuentra direccionando estos recursos sea capacitado y dotado con los recursos necesarios para cumplir con los requerimientos de la comunidad.

### Ejemplos/Fallas y éxitos
- Atentados del 11 de septiembre de 2001

Durante el ataque del 11 de septiembre de 2001, telecomunicaciones tradicionales se vieron desbordados. Redes telefónicas de la costa este estaban congestionadas en inutilidad. Operadores de 911 estaban abrumados con llamadas y no podían hacer mucho más que ofrecer aliento porque estaban recibiendo información confusa. Las comunicaciones entre el personal de los servicios de emergencia se vieron limitadas por la falta de interoperabilidad entre los departamentos. Muchos bomberos murieron cuando las torres se derrumbaron porque no podían recibir la advertencia de los helicópteros de policía de Nueva York. Los radioaficionados tuvieron un papel clave en facilitar las comunicaciones entre los distintos departamentos de emergencia, que operaban en diferentes frecuencias y protocolos. Con el propósito de integrar las comunicaciones de emergencia, el Ayuntamiento de la ciudad de Nueva York creó la red de banda ancha NYC WiN.
- Atentados del 7 de julio de 2005 en Londres

En el día de los atentados del metro de Londres, las redes de teléfonos móviles, como Vodafone, alcanzaron su máxima capacidad y se sobrecargaron a las 10:00 de la mañana, solamente una hora diez minutos después del ataque. Porque tenían un sistema de radio anticuado, los trenes dañados no pudieron comunicarse con el centro de control de TfL o el personal de emergencia, mientras que los gestores de los servicios de emergencia, en su mayoría del Servicio de Ambulancias de Londres, se vieron obligados a depender de la red de telefonía móvil ya sobrecargado a causa de la falta de radios digitales. El control de acceso de sobrecarga, implementado solamente en un área alrededor de un kilómetro estación de metro de Aldgate, no era útil porque muchos funcionarios no tenían teléfonos móviles con capacidad de ACCOLC. Como consecuencia, la Asamblea de Londres determinó la necesidad de un sistema de radiocomunicaciones digital en Londres que puede operar bajo tierra.

### Soluciones tecnológicas
AlertaTE (Alertas Tempranas y Emergencias)
Resultó ser más efectivo que las llamadas a líneas de emergencia como 123 (Colombia) o 911 (otros países), la experiencia ha sido muy bien recibida por los miles de usuarios que cuentan con teléfonos inteligentes con esta aplicación instalada. Andrés, un líder comunal, dice: “ha sido de gran utilidad porque es muy fácil de manejar y la respuestas que se obtiene es muy rápida y efectiva”. 
Parte del éxito de esta solución consiste en aprovechar las tecnologías de la información y las comunicaciones para mantener en contacto líderes comunitarios y organismos de atención de emergencias desde las salas de mando y control donde las autoridades ubican en tiempo real al integrante de la red, quien está completamente identificado, y desde allí coordinan la atención de emergencias o casos que pueden ser manejados como alertas tempranas para así evitar o prevenir problemas mayores.
- Datos: Q1139744